# Лаймен, Мел
Мелвин Джеймс Лаймен, более известный как «Мел Лаймен» (24 марта 1938, Юрика, штат Калифорния — не ранее 1978) — американский музыкант, писатель, создатель и руководитель коммуны «Форт-Хилл». В 1969 году после массовых убийств, совершенных членами коммуны Чарльза Мэнсона, коммуна Мела Лаймена многими СМИ и правоохранительными органами стала рассматриваться как секта деструктивной направленности, аналогичная той, которой являлась «Семья Мэнсона». Как и Чарльз Мэнсон, Мел Лайман проповедовал свое псевдорелигиозное учение и объявил себя мессией. Лаймен считается одним из последних центральных персонажей контркультуры 60-х годов.

## Биография
Мелвин Лайман родился 24 марта 1938 года в городе Юрика (штат Калифорния). Имел старшую сестру Бонни. Детство и юность Лаймен провел на территории штатов Калифорния и Орегон в социально неблагополучной обстановке. Отец Мела - Джей Си Лайман, на момент рождения сына работал коммивояжером. В 1941 году он был призван в армию США, после чего отправился на войну, где принимал участие в некоторых сражениях Второй Мировой Войны. Вернувшись с войны, отец Мела начал употреблять алкогольные напитки и вести маргинальный образ жизни, вследствие чего в 1949 году развелся с его матерью и ушел из дома. В последующие годы отец Мела практически не поддерживал с ним никаких отношений. В начале 1950-х семья Мела переехала в город Грантс-Пасс, штат Орегон, где он посещал местную школу. В школьные годы Мел Лайман не испытывал интереса к учебному процессу и имел проблемы с успеваемостью. Тем не менее он был достаточно популярен в школе, так как посещал секцию художественного искусства, увлекался музыкой, играл на барабанах в школьном оркестре и рисовал плакаты и карикатуры во время школьных мероприятий. Несмотря на то что мать Лаймена была приверженкой лютеранства, Мел в детские и юношеские годы не был замечен в религиозном фанатизме. Из-за хронических прогулов и неуспеваемости, в 1955 году Лаймен бросил школу, после чего вместе со своей сестрой переехал в Сан-Диего, где получил диплом вечерней школы для взрослых и встретил девушку по имени София Люсера, на которой впоследствии  женился. В браке София Люсера родила Мелу троих детей. После свадьбы Лаймен с женой переехал в Сан-Франциско, где он поступил в колледж, в котором изучал компьютерное программирование. В конце 1950-х Лайман  уже хорошо владевший игрой на губной гармошке, научился играть на гитаре и банджо, после чего пытался создать собственную музыкальную группу. Один из его друзей музыкантов по имени Обри Рэмси, познакомил Мела с музыкантами, играющими музыку в жанре «фолк» на территории штата Северная Каролина, куда Лаймен переехал с семьей в 1961 году. В 1962 году Лаймен переехал в Нью-Йорк,  оставив жену и троих детей в Северной Каролине.

## Музыкальная карьера
В начале 1963-го года Лаймен познакомился с Джуди Сильвер, студенткой Брандейского университета, после чего он переехал в Уолтем (штат Массачусетс), где стал проживать недалеко от  общежития университета, где жила девушка. В этот период Лаймен увлекался употреблением наркотиков и впервые продемонстрировал свои ораторские и организаторские способности, вследствие чего вокруг него образовалась группа единомышленников, дилеров-экспериментаторов и наркоманов. Летом того же года, Джуди Сильвер рассталась с Лайменом и уехала в Канзас, а Лаймен был арестован по обвинению в хранении наркотиков на территории города Таллахасси, (штат Флорида). Он был осужден и получил в качестве наказание несколько сотен часов общественных работ с обязательством найти официальную работу. В конце 1963 года Лаймен был нанят музыкантом Джимом Квескиным в его музыкальную группу в качестве игрока ритм-банджо. К этому времени город Бостон, особенно один из клубов в Кембридже (штат Массачусетс), где выступал Джим Квескин, стал центром американского фолк-движения. По мнению историка рока Эда Уорда  группа Квескина - «Jim Kweskin Jug Band» наряду с такими группами как The Beatles, Rolling Stones и The Byrds являлись самыми популярными и влиятельными группами того периода. Вскоре Лаймен стал в значительной степени духовным центром группы и Квескин полностью попал под его влияние, вследствие чего это привело к множеству конфликтов в группе.
По мере увеличения его авторитета в группе, Мел все больше начинал демонстрировать отрицательные черты своего характера, периодически срывая репетиции и выступления группы. В 1965 году Мел Лайман прриобрел известность в мире музыки после грандиозного выступления на фолк-фестивале в Ньюпорте. На фестивале выступали такие музыканты как Боб Дилан и Дженис Джоплин. В конце мероприятия, Лаймен вышел на сцену и исполнил 30-минутное соло на губной гармошке под названием «Rock Ages», которое считается одним из самых лучших исполнений на губной гармошке за всю историю фолка. Это было последнее выступление Лаймена в составе группы Джима Квескина. В конце того же года из-за разногласий с другими участниками группы Лайман ушел из группы, которая в конечном итоге распалась в 1968 году. В начале 1966 года Лаймен  организовал первую свою коммуну в Кембридже, первыми членами которой  стали его жена Софи Лаймен и старый друг Обри Рэмси, который научил его в свое время игры на банджо. Вскоре после этого Мел написал свою первую книгу, бессвязную, абстрактную 80-страничную автобиографию под названием «Автобиография спасителя мира», в общих чертах основанную на фильме о Супермене и его связи с вымышленной планетой Криптон. На страницах книги ставилась цель по-новому переформулировать духовные истины и оккультную историю. 

## Коммуна «Форт-Хилл»

### 1966 - 1968
Приблизительно в 1966 году Лайман основал коммуну под названием «Форт-Хилл». Члены коммуны происходили из разных слоев общества. Помимо представителей субкультуры хиппи из числа молодежи, среди членов коммуны были музыканты, художники, писатели, исследователи-экстрасенсы, общественные активисты и студенты, некоторые из которых бросили учебу ради жизни в коммуне в таких престижных учебных заведениях как Гарвардский университет, Брандейский университет и Мичиганский университет. Среди самых первых членов коммуны были Лайман, дочь художника Томаса Бентона - Джесси Бентон. Друг Мела, художник Эбен Гивен, бывшая жена Лаймена - Софи Лусеро, семейная пара Дэвид Гуд и Фейт Франкенштейн, дочь писательницы Кей Бойл. Вскоре к ним присоединились брат Фейт, Иэн Франкенштейн, знакомые Мела Лаймена, несколько детей и сама писательница Кей Бойл. Впоследствии ряды коммуны пополнились Джимом Квескиным, лидером группы «Jim Kweskin Jug Band», где играл Лаймен и художником Томасом Хартом Бентоном. Некоторое время членом коммуны «Форт-Хилл» был журналист Пол Уильямс, который в 1966 году основал легендарный журнал «Crawdaddy!». Штаб-квартира коммуны располагалась в одном из заброшенных и неотапливаемых зданий в Бостоне, построенном в викторианском стиле  в районе под названием Роксбери,  населённым «цветными меньшинствами» — в основном афроамериканцами. Название коммуне Лаймен дал в честь старой кирпичной сторожевой башни, которая возвышалась в центре Роксбери над заброшенным парком. Башня была сооружена в середине 19-го века в память о «Форт-Роксбери», мощном земляном сооружении, спроектированным Генри Ноксом и Джосайей Уотерсом и возведенным американской армией в июне 1775 года - во время осады Бостона в период Войны за независимость США. Став основателем коммуны, Лаймен стал проповедовать свое псведорелигиозное учение.
Первоначально коммуна не имела никаких источников дохода, вследствие чего Лайман и его последователи в целях выживания собирали отходы фруктов и овощей с Бостонского продуктового рынка, делая из них рагу. В первые недели месяцы своего существования коммуны, вход в здание штаб-квартиры был открыт для всех желающих, большинство из которых покидали коммуну спустя несколько дней или недель. Так как некоторые из последователей коммуны ранее зарабатывали на жизнь, работая в строительной сфере, в конце 1966 года Лайман организовал из своих последователей несколько строительных бригад, которые начали заниматься строительным бизнесом и брать заказы на выполнение ремонтных работ в Бостоне, после чего финансовое состояние коммуны заметно улучшилось.
Начиная с июля 1967 года, Мел Лайман с помощью Дейва Уилсона, который был редактором издания «Broadside», начал издавать подпольную газету «Аватар», которая приобрела скандальную известность. 16-страничное издание было хорошим отражением андеграундной прессы того времени - несколько подходящих для этого загадочных психоделических работ Эбена Гивена и члена коммуны по имени Эд Бердсли, колонка об астрологии в эпоху Водолея, колонка о юридических правах и колонка о пользе и последствиях употребления наркотиков.  Окруженные психоделическими мотивами, тексты Лаймана занимали две центральные страницы газеты. В своих текстах Лайман объявил себя мессией, занимал  антивоенную позицию в отношении войны во Вьетнаме и предсказывал о грядущих социальных катастрофах на основании различных астрологических прогнозах, вследствие чего действия с досками для спиритических сеансов  и язык астрологии в его коммуне стал почти вторым языком. С помощью газеты Лаймен приобрел еще множество последователей. Мела Лаймена и его последователей в этот период характеризовали крайне отрицательно. Уилсон впоследствии вспоминал, что после 6-го выпуска издания «Аватар», его практически отстранили от участия в создании газеты, после чего процесс создания издания оказался полностью в руках членов коммуны. В этот период по словам Уилсона, Мел Лаймен на неустановленные доходы покупал дорогостоящее оборудование для съемок. Деньги, поступавшие от газеты, шли непосредственно Лаймену - деньги, которые приносили уличные продавцы, деньги от рекламы, деньги от подписки. Но по свидетельству Уилсона, Лаймен не выделил им в качестве оплаты ни цента, в то время как он приобретал парк автомобилей, а его его последователи совершали поездки в Нью-Йорк. По мере процветания газеты, рос тираж, а в выпусках появлялось больше страниц и рекламы, в том числе фотографий Мела Лаймена. Издание «Esquire» в 1968 году представило Лаймана в статье сценариста Л. М. Кита Карсона  под названием «Бог вернулся — он сам так говорит».. 
По примеру Лаймена, многие жители его коммуны  публиковали в газете свои фотографии и личные мысли. В то же время газета освещала серьезные новости в гораздо более решительной и актуальной манере, посвящая полные, хорошо оформленные страницы местной политике и борьбе чернокожих за равноправие. В начале 1968 года полиция Бостона арестовала несколько членов членов коммуны по 55 обвинениям в непристойности за публикацию текстов в газете, которые представители администрации сочли неприемлемыми. Несмотря на то, что в конечном итоге все обвинения с членов «Форт-Хилл» были сняты, в апреле 1968 года Лаймен внезапно заявил о прекращении выпуска газеты после инцидента с темнокожими жителями района Роксбери, которые пытались прорваться в комплекс зданий общины и нанести травмы ее жителям. Так как по мнению Лаймена, безопасность коммуны оказалась под угрозой, весной того же года по его приказу вокруг здания где он жил, его последователями была возведена кирпичная стена высотой 2 метра, а в подвале одного из зданий был сооружен тир, в котором его последователи вели учения по стрельбе. В период с лета 1968 года по 1969 год Лаймен выпустил еще четыре номера «Аватара», в которых по сравнению со старыми было много изменений.

### 1969 - 1971
После возобновления издания газеты, Лаймен поднял цену за экземпляр до 1 доллара, но к тому времени издание уже потеряло популярность. В 1969 году, после массовых убийств, совершенных членами коммуны Чарльза Мэнсона, коммуна Мела Лаймена многими СМИ и правоохранительными органами стала рассматриваться как секта деструктивной направленности, аналогичная той, которой являлась Семья Мэнсона. Об учении Лаймана сохранились довольно противоречивые сведения, потому что бывшие члены коммуны  описывали его очень по-разному. Многие взгляды Лайман перенял из философии субкультуры Хиппи и христианства, такие как неприятие истеблишмента, близость к природе, свободные половые отношения, «расширение сознания» при помощи наркотических средств, но при этом Лаймен всегда противопоставлял идеологию своей общины идеологии субкультуры Хиппи и запрещал своим порследователям отращивать длинные волосы.
В июле 1969 года  представитель телеканала CBS Дон Уэст  посетил Форт Хилл в июле 1969 года с планами снять Мела Лаймена и членов его коммуны для  документального проекта. Уэст впоследствии обвинял Мела Лаймана в том, что он пытался использовать его как путь для захвата телеканала. Уэст утверждал, что во время первой встречи Мел Лайман демонстрировал признаки психического расстройства и впал в приступ ярости и гнева, когда Уэст отрицательно характеризовал любительские фильмы Лаймана и поставил ему условие, что документальный фильм будет снят по сценарию сотрудников телеканала «CBS», а не посценарию Лаймена, вследствие чего Уэст ушел и связался с «Форт-Хилл» с очередным предложением о съемках фильма только лишь в октябре 1969 года. После окончания съемок на территории коммуны «Форт Хилл», Дон Уэст и члены коммуны сели просматривать записи. Согласно свидетельствам Уэста - около 30 членов коммуны заявили ему о том, что пленка не является выражением их духовного мира и должна быть уничтожена, после чего член коммуны «Форт-Хилл» Дэвид Гуде направил на него пистолет. Уэст заявил, что все дальнейшие съемки проводились под руководством Мела Лаймена, а оператором был член коммуны Джордж Пеппер, который проделал неплохую работу, после чего Уэст пригласил его сопровождать его по стране и помогать снимать другие документальные фильмы, освящая проблемы в мире той эпохи. Их сотрудничество завершилось после того, как руководство телеканала «CBS» просмотрело отснятые ими ленты и заявило, что содержание документальных фильмов являлось радикальным, вследствие чего пленки в конечном итоге были уничтожены. Дон Уэст утверждал, что во время сотрудничества с Лайменом, предоставил ему в пользование полноценную телевизионную систему, полудюймовую систему с камерой, объектив «Angienux» и микрофон «Sonheisen» - оборудование стоимостью около 1800 долларов, которое Лайман отказался ему вернуть.
В конце 1960-х многие писатели и художники, входящие в коммуну Лаймана отдавали ему свои гонорары за продажу своих произведений. Одним из членов коммуны стал актер Марк Фрешетт, получивший национальную известность в 1970 году после исполнения главной роли в культовом фильме режиссёра Микеланджело Антониони «Забриски-пойнт», одного из центральных фильмов культуры хиппи. Свой гонорар в размере 60 000 долларов, Фрешетт отдал Мелу Лаймену. Другим благотворителем стал Бостонский бизнесмен Уэйн Хансен, который большую часть прибыли своего бизнеса также отдавал Мелу Лаймену. Оуэн О.Д. ДеЛонг, блестящий политолог, которого Мел однажды назвал своим личным «Будда|Буддой», «мировым разумом», работающим с «сердцем мира». Выпускник Гарвардского университета с отличием, который часто ссылался на Генри Киссинджера как на личного референта, Делонг работал автором речей у Юджина Маккарти и Роберта Кеннеди. Используя свою блестящую репутацию и политические связи, Делонг заработал  в коммуне «Форт-Хилл» репутацию мастера по сбору средств, так как сумел привлечь много пожертвований.

### 1971 - 1978
Скопив внушительную сумму денег, к 1970-му году Мел Лаймен основал фирму «United Illuminating Inc.», через которую вскоре купил за небольшие суммы рядом со своей штаб-квартирой еще 7 заброшенных, непригодных для жилья  зданий в районе Роксбери, которые пустовали на протяжении нескольких лет, но которые члены его коммуны отремонтировали впоследствии своими силами, а часть из них перестроили в соответствии с планом Лаймена. Одним из самых талантливых членов коммуны был Ричи Герин, студент-архитектор, который бросил учебу в университете и присоединился к Мелу Лайману в 1966 году в возрасте 19 лет. Работы по реконструированию 2 из 7 этих зданий впоследствии считались шедеврами. На крыше двух зданий Герин спроектировал и построил две студии с  использованием материалов, частично купленных, а частично позаимствованных из других старых зданий, представляющих собой букет смешанных пород дерева и предназначения. Гигантские наружные жалюзи за считанные секунды превращали гостиную с захватывающим видом на Бостон в затемненную звуковую сцену или театральную сцену.
О реальных источниках доходах коммуны Лаймена в тот период велись споры несколько десятилетий. Сам Лаймен утверждал, что успех и процветание коммуны «Форт-Хилл» стал следствием их трудолюбия. По его словам, чтобы оплачивать покупки и арендную плату, а также солидные счета за еду, коммунальные услуги и техническое обслуживание, многие из 100 с лишним членов его коммуны работали на постоянной основе во внешнем мире - от работ официантами и посудомойками в кафе до работ по проектированию или реконструкции зданий по всему штату Массачусетс, после чего передавали всю заработную оплату его фирме «United Illuminating Inc». Помимо этого, большую часть бюджета коммуны согласно свидетельствам Лаймена и его последователей - составляли доходы суперзвезд, таких как Джим Квескин и Марк Фрешетт, и других членов коммуны, которые на удивление происходили из богатых  семей, однако версия Лаймена подвергалась сомнению и многими оспаривалась. Ряд критиков деятельности Мела Лаймена подозревали, что коммуна финансировалась различными политическими организациями по тем или иным мотивам.
Так в 1971 году Лаймен приобрел более 12 элегантных домов в четырех крупных городах США, парк легковых и грузовых автомобилей для их обслуживания, звукозаписывающее и кинооборудование стоимостью несколько десятков тысяч долларов, а также дома на острове Мартас-Винъярд и поместье в Провансе (Франция). Помимо этого фирме Мела Лаймена «United Illuminating Inc.» в конце 1971 года стал принадлежать пятиэтажный особнякок из коричневого кирпича в Бостоне, лофт в Нью-Йорке, два особняка в Лос-Анджелесе на Голливудских холмах, один из которых принадлежал известному предпринимателю Джорджу Истману и был куплен Мелом Лайменом за 160 000 долларов. Кроме этого Лаймен арендовал шикарный дуплекс на склоне холма в районе Буэна-Виста с видом на Сан-Франциско. В 1971 году Лаймен основал строительную фирму «Fort Hill Construction», прибыль от деятельности которой стала основным источником дохода для общины Лаймена в последующие десятилетия.  На прибыль от строительного бизнеса, Лаймен в начале 1970-х  приобрел живописную ферму площадью 280 акров на территории штата Канзас, где часть членов коммуны занималась сельским хозяйством. 
Пик популярности Лаймена и его коммуны  «Форт-Хилл» пришелся на эти годы. На пике популярности Мел Лайман совершил попытку вернуться к музыкальному творчеству и записал два альбома с Джимом Квескиным, которые не приобрели популярности у широкой аудитории. В 1971 году он появился на обложке журнала  «Rolling Stone», корреспондентам которого он согласился дать обширное интервью. Писатель Дэвид Фелтон, пионер импрессионистской школы новой журналистики, после публикации статьи заявил, что Лаймен создал новый стиль культа наркотиков и личности, который Фелтон назвал «кислотным фашизмом». Впоследствии Мел Лаймен опроверг некоторые факты в статье  журнала «Rolling Stone» о его коммуне, в том числе факт того, что в одной из комнат его штаб-квартиры висел большой портрет Чарльза Мэнсона в окружении цветов, после чего вынудил своих последователей самоизолироваться от общения и взаимодействия с внешним миром. В том же году Лайман опубликовал свою вторую книгу «Зеркало в конце пути», составленное на основе писем, которые он написал в годы своего становления, начиная с 1958 года, с его первых попыток учиться и стать музыкантом, и до начала 1960-х, когда его жизнь расширилась и углубилась в музыкальном и личном плане.  По воспоминаниям бывших последователей его сообщества, жизнь в коммуне подчинялась своду правил,  регулирующих питание, режим сна и гигиену, который был разработан Лайменом и неоднократно видоизменялся. Члены Форт-Хилл утверждали, что на некоторых последователей Лаймен оказывал колоссальное влияние, которые беспрекословно подчинялись его приказам и готовы были, также как и последователи учения Чарльза Мэнсона, совершать убийства, в то время как некоторые считали его мошенником, который создал сообщество исключительно для личного обогащения. По воспоминаниям бывших членов коммуны, коммуна представляла собой замкнутое сообщество, где существовала жесткая гендерная иерархия. Членам коммуны было запрещено общаться с кем-либо из внешнего мира, дети членов коммуны учились на дому, а за медицинской помощью разрешено было обращаться только в экстренных случаях. 
Нарушивших запреты Мел Лаймен изгонял из коммуны или подвергал остракизму. По свидетельствам девушек, бывших членов коммуны, в конце 1960-х - начале 1970-х в рядах коммуны не практиковались сексуальные оргии, но роль девушек и женщин в коммуне была невысока и сводилась лишь к воспитанию детей, поддержании быта и к обслуживанию всех лиц мужского пола в коммуне. Об истинной роли женщин в коммуне «Форт-Хилл» Мел Лаймен неоднокртано писал на страницах Аватара. Согласно воспоминаниям девушек, многие взрослые мужчины склоняли к сожительству несовершеннолетних девочек, в том числе сам Лайман, который сожительствовал с 13-летней девочкой и имел множество сексуальных связей. В 1970-м году он познакомился с 18-летней Евой Чейес, которую привезли в коммуну ее друзья. Чейес являлась дочерью Абрама Чейеса, профессора Гарвардской школы права, который в начале 1960-х работал  в Вашингтоне в администрации президента США Джона Кеннеди и стал впоследствии главным юрисконсультом Госдепартамента. В 1970-м году Ева Чейес родила Мелу Лайману дочь Дарью. Всего же, согласноо свидетельствам членов коммуны «Форт-Хилл», Мел Лайман имел 12 детей от 7 женщин. Ряд бывших членов коммуны свидетельствовали о том, что Мел Лайман не препятствовал никому из членов «Форт-Хилл» покинуть коммуну по тем или иным причинам, но сам уход сопровождался различными сложностями.  Так как один из членов коммуны по имени Курт Франк не смог покинуть «Форт-Хилл» так как остальные члены коммуны испортили электропроводку его автомобиля. Девушка, которая являлась сожительницей Ричи Герина, была вынуждена заплатить ему за свой уход из коммуны 700 долларов, так как по ее словам, Герин постоянно угрожал ей физической расправой в случае ухода. Еще ряд бывших членов утверждали, что непосредственно перед уходом из коммуны были избиты. Журналист Пол Уильямс, создавший «Crawdaddy!» впоследствии утверждал, что стал членом коммуны после того, как его накачали большой дозой наркотика ЛСД, заперли в шкафу и отобрали очки. По словам Уильямса, после побега из «Форт-Хилл» он скрывался в течение нескольких недель.
Как и многие коммуны 1960-х, компенсируя малое количество последователей, Лаймен пытался превзойти традиционные религии в своей приверженности апокалипсису. Как и Чарльз Мэнсон, Лаймен утверждал, что грядет «Большая конфронтация», вследствие чего он и его паства обретут более высокое сознание и отправятся в лучшее место.  Лайман предсказывал, что апокалипсис наступит 5 января 1974 года и его вместе с последователями заберут на Венеру. Провал пророчества, однако, не заставил никого меньше верить в мудрость Лаймена, который вскоре внушил своим ученикам, что космические корабли не прилетели, потому что они не проделали над собой той  работы, необходимой для расширения сознания. По словам бывших членов коммуны, в середине 1970-х психическое состояние Мела Лаймена резко ухудшилось. Он ввел для своих последователей  собственный календарь для отсчета лет и требовал от них отказаться от восприятия времени не взирая на территориальную принадлежность к тому или иному часовому поясу, а также рассуждать об обозримом будущем, вследствие чего в конце 1970-х в коммуне между ее членами произошел раскол и в коммуне остались лишь преданные последователи учения Лаймена, верившие в его божественное происхождение, в то время как часть последователей, покинувшая «Форт-Хилл» обвиняли первых в том, что они использовали Мела Лаймена в своих корыстных целях, так как находясь в коммуне пользовались различными материальными благами.

## Исчезновение Мела Лаймена
В конце 1970-х Мел Лайман исчез. По утверждению многих членов коммуны «Форт-хилл», Лаймен начиная с 1970-го года начал терять интерес к своему детищу и демонстрировал признаки психического расстройства. Он покинул Бостон, передав правление штаб-квартирой «Форт-Хилл» своим последователям и поселился сперва в особняке на острове Мартас-Виньярд, после чего переехал в Лос-Анджелес, где проживал в особняке, окружив себя предметами роскоши. В этот период он пытался заниматься творчеством, с целью чего  связывался со старыми друзьями, переписывался с Чарльзом Мэнсоном, переплетая письма в книгу. С помощью сложного звукозаписывающего оборудования и фотоаппаратуры, которые он собирал годами, он пытался запечатлеть события из своего прошлого  - записывал тысячи  пластинок со скоростью 78 оборотов в минуту, посещал и фотографировал дома, школы, парки Калифорнии и Орегона, где он вырос и провел свое детство и юность. В своем доме он установил виниловый стенд из черного цвета, в котором были перечислены все его любимые фильмы под заголовком «Список великих кинематографистов всех времен», снятых до 1976 года, где по какой-то причине отсутствовало название единственного художественного фильма «Забриски-Пойнт», в котором снялся член коммуны «Форт-Хилл» Марк фрешетт. 
В 1980-х ряд членов коммуны  утверждали, что Мел Лаймен умер в апреле 1978 года из-за осложнений неустановленного заболевания в Лос-Анджелесе. Другой член коммуны, заявил, что Лаймен действительно умер весной 1978 года, но причиной его смерти стала передозировка героина. Несмотря на это, никто из них не смог указать место захоронения Лаймена и предоставить документы, свидетельствующие о его смерти, вследствие чего истинная судьба Лаймена осталась неизвестной, по причине чего в последующие годы появилась версия, что Мел Лайман в действительности в 1978 году снял со счетов несколько миллионов долларов, после бросил коммуну и уехал в Европу, где проживал, не поддерживая никаких отношений со своими бывшими последователями. Ряд сторонников смерти Лаймена склонялись к версии его смерти от передозировки наркотиков на основании многочисленных свидетельств, полученных от бывших членов коммуны «Форт-хилл», которые утверждали, что к 1978 году Лаймен далеко уступал самому себе образца середины 1960-х. Согласно их утверждениям, в середине 1970-х Лаймен действительно имел проблемы со здоровьем, вследствие чего сильно исхудал и принимал большие дозы наркотических средств, по причине чего большую часть времени находился в состоянии невменяемости и предпочитал общаться со своими последователями через доску для спиритических сеансов. Содержание его личных сочинений предполагали наличие тяжелой болезни и сокровенно говорили о приближающейся смерти.

## Дальнейшая судьба коммуны «Форт-Хилл»
После исчезновения Мела Лаймена коммуна «Форт-Хилл» продолжила свое существование, однако для оставшихся последователей его учения, идеалы, с которых они начинали, в конечном итоге уступили место требованиям повседневной жизни и разрушительному воздействию массовой культуры. Последователи Лаймена в коммуне «Форт-Хилл» продолжали заниматься строительным бизнесом и на этом поприще добились успеха в последующие десятилетия. После исчезновения Лаймена коммуну возглавили художник Томас Бентон и его дочь Джесси, которая в 1970-х являлась сожительницей Лаймена и считалась одним из самых влиятельных членов коммуны после него самого. В середине 1980-х строительная компания коммуны «Fort Hill Construction» являлась лидером в сфере оказания услуг по ремонту и строительству зданий и сооружений на территории штата Калифорния. Услугами компании в свое время пользовались такие знаменитые актеры, как Дастин Хоффман и Ричард Чемберлен, продюсеры Стивен Спилберг, Ларри Гелбарт и другие менее знаменитые личности. Джим Квескин, который в конце 1970-х являлся сооснователем компании, в конечном итоге стал ее вице-президентом, в интервью 2003 года он заявил, что в начале 2000-х количество членов коммуны «Форт-Хилл» насчитывало около 80–100 человек. Мела Лаймана спустя более 36 лет после основания коммуны Квескин охарактеризовал весьма положительно, назвав его  «великим человеком, великим музыкантом, человеком, которого любят многие люди».

## В массовой культуре
- Лаймен, Мел. «Автобиография спасителя мира» 1966)
- Лаймен, Мел. «Зеркало в конце дороги» (1971)

Помимо автобиографических книг Лаймена, о нем и его коммуне в разные годы были написаны несколько документальных книг. 
- Английский писатель Брюс Чатвин в 1989 году опубликовал книгу под названием «Что я здесь делаю?», одну из глав которой посвятил Мелу Лаймену[28].
- Актриса и сценарист Гвиневер Тернер, которая прожила в коммуне «Форт-Хилл» первые 11 лет своей жизни, в 2023 году издала мемуары под названием «Когда мир не закончился», в которых описала свой опыт жизни среди последователей мела Лаймана[29].

- Один из бывших членов коммуны «Форт-Хилл» по имени Стив Трасселл, который покинул Мела Лаймена в 1967 году, в 2003 году создал в сети Интернет сайт, где опубликовал уникальную  коллекцию своих работ о Меле Лаймене, состоящую из текстов печатных изданий, освящавших деятельность Лаймена и становление коммуны «Форт-Хилл» в период с 1963 по 2019 год.  Кроме этого Стив Трассел опубликовал на своем сайте все статьи Мела Лаймана, которые были опубликованы в газете Аватар в период с 1967 года по 1969 год[30].

- Мелу Лаймену посвящена глава в книге американского публициста Адама Парфрея «Культура времён Апокалипсиса», которая представляет собой сборник статей, интервью и документов, исследующих различные маргинальные аспекты современной культуры.